# Nectandra brittonii
Nectandra brittonii là một loài thực vật thuộc họ Lauraceae. Loài này có ở Bolivia và Peru.